# ウッドブリッジ駅 (アムトラック)
ウッドブリッジ駅（英語：Woodbridge Station ）は、アメリカ合衆国バージニア州プリンスウィリアム郡 エクスプレス・ウェイ1040にある駅。 全米各地を結ぶ旅客鉄道のアムトラックおよびワシントンとバージニア州内の近郊輸送を担うバージニア急行鉄道(VRE)フレデリックスバーグ線が乗り入れている。

## 概要
ウッドブリッジ駅は、コロニアルリバイバル様式の駅舎と待合所とホームを持ち、バージニア急行鉄道（VRE）フレデリックスバーグ線の1992年の営業開始時に開業した。駅舎は中央に時計塔があり、青緑色の金属葺きの寄棟屋根である。2010年にバージニア急行鉄道は線路の西側にプラットホームを増設し、東側の立体駐車場と接続させるための跨線橋を建設した。増設したプラットホームは通勤鉄道の増加する輸送量に対応するために建設された。

## 利用可能な鉄道路線／列車
アムトラックの停車する列車は下記の通り。
ニューヨークとノーフォーク間の昼行長距離列車ノースイースト・リージョナル…1日1往復停車
ボストンとニューポートニューズ間の昼行長距離列車ノースイースト・リージョナル…1日2往復停車
ボストンとリッチモンド間の昼行長距離列車ノースイースト・リージョナル…1日2往復停車
バージニア急行鉄道(VRE)の停車する列車は下記の通り。
ワシントンとスポットシルベニア間のフレデリックスバーグ線…1日8往復停車

## バス
当駅から乗車できるバスは以下の通り。
中長距離バス：グレイハウンド
路線バス： ポトマック・アンド・ラッパハノック交通委員会 (Potomac and Rappahannock Transportation Commission)